# Ronald
Ronald – jednostka osadnicza w Stanach Zjednoczonych, w stanie Waszyngton, w hrabstwie Kittitas.